# Initrd
initrd lub initrd.gz – skrót pochodzący od „initial RAM disk” – nazwa pliku w formacie obrazu w pamięci komputera.
Plik initrd jest używany przez bootloadera podczas uruchamiania komputera z systemem operacyjnym Linux. W pliku znajduje się obraz, który przy ładowaniu jest odczytywany jako system plików (filesystem).
Oznacza to, że po załadowaniu initrd, ów plik tworzy system katalogów i plików z programami użytecznymi podczas uruchamiania komputera. Programy te potrzebne będą przede wszystkim, by załadować moduły używane przez kernel (jądro) Linux. Po użyciu initrd (za pomocą metody mount) z owego wirtualnego systemu plików można pozyskać dostęp do innych rozbudowanych systemów na różnych urządzeniach.